# Cintray (Eure-et-Loir)
Cintray – miejscowość i gmina we Francji, w Regionie Centralnym, w departamencie Eure-et-Loir.
Według danych na rok 1990 gminę zamieszkiwały 273 osoby, a gęstość zaludnienia wynosiła 68 osób/km² (wśród 1842 gmin Regionu Centralnego Cintray plasuje się na 868. miejscu pod względem liczby ludności, natomiast pod względem powierzchni na miejscu 1394.).